# Ion Chicu

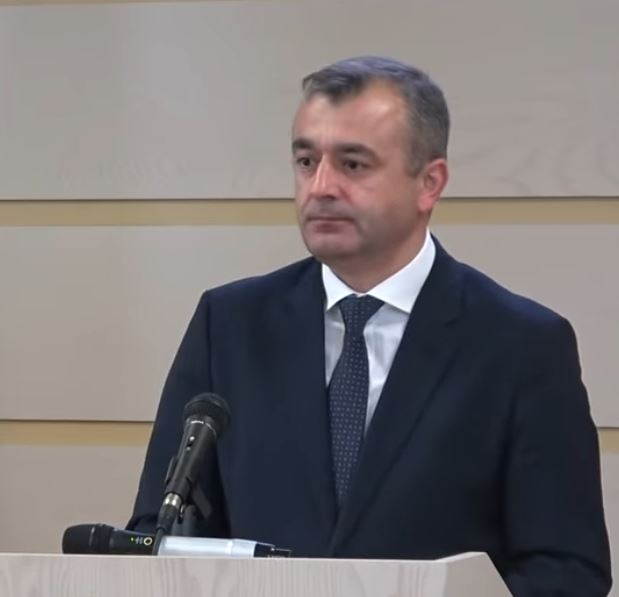
Ion Chicu (2019)

Ion Chicu (* 28. Februar 1972 in Pîrjolteni, Rajon Călărași, Moldauische SSR) ist ein moldauischer Politiker, der vom 14. November 2019 bis zum 31. Dezember 2020 Ministerpräsident der Republik Moldau war, nachdem seine Vorgängerin Maia Sandu in einem Misstrauensvotum des moldauischen Parlaments gestürzt wurde. Er gilt als Technokrat und gehört keiner Partei an.

## Laufbahn
Er studierte an der Fakultät für Management an der Akademie für Wirtschaftswissenschaften der Republik Moldau (Academia de Studii Economice a Moldovei). Im Jahr 2005 arbeitete er als Direktor der Generaldirektion für Strukturreformen des Ministeriums für Wirtschaft und Handel. Mitte der späten 2000er Jahre war er stellvertretender Finanzminister der Republik Moldau. Von April 2008 bis September 2009 war er der oberste Staatsberater von Ministerpräsident Vasile Tarlev in Wirtschaftsfragen und Außenbeziehungen. Er war außerdem Vorsitzender des Strategic Development Council der Staatsuniversität für Medizin und Pharmazie Nicolae Testemițanu (Universitatea de Stat de Medicină și Farmacie "Nicolae Testemițanu") und arbeitete als Berater für das Management öffentlicher Finanzen in verschiedenen Projekten. Im Januar 2018 wurde er zum Generalsekretär des Finanzministeriums ernannt und im Dezember dieses Jahres zum Finanzminister ernannt. Er trat von diesem Posten während der moldauischen Verfassungskrise 2019 zurück, welche die Regierung Pavel Filip stürzte. Am 14. November 2019 wurde die Regierung von Premierministerin Maia Sandu durch ein Misstrauensvotum abgesetzt, nachdem versucht worden war, Gesetze zur Änderung des Justizsystems zu verabschieden. Mit der Unterstützung von etwas mehr als 62 der 101 der Abgeordneten wurde Chicu als neuer Ministerpräsident eingesetzt.
Chicu und seine Regierung traten am 23. Dezember 2020 inmitten von Protesten, die vorgezogene Parlamentswahlen forderten, als Ministerpräsident zurück. Er machte zunächst als amtierender Ministerpräsident weiter, weigerte sich aber, bis zur Bildung einer neuen Regierung im Amt zu bleiben, und wurde schließlich ersetzt. Am 1. Januar 2021 übernahm Aureliu Ciocoi kommissarisch das Amt des Ministerpräsidenten.

## Persönliches
Chicu ist verheiratet und Vater von drei Kindern.